# Rio Bedeleu
O Rio Bedeleu é um rio da Romênia afluente do Rio Inzel, localizado no distrito de Alba.